# Niilo Sevänen
Niilo Valtteri Sevänen (Turku, Finska, 19. kolovoza 1979.) je finski glazbenik melodičnog death metala, najpoznatiji kao pjevač i basist sastava Insomnium.

## Životopis
Rođen je 19. kolovoza 1979. u Turkuu, Finska, ali se s 5 godina preselio u Joensuu. Kao dijete volio je nogomet, računalne igre, stripove i pustolovni filmove poput Ratova zvijezda. Otac mu je radio na odjelu za književnost na sveučilištu, a Majka mu je bila knjižničarka. Kao dijete Niilo je bio Napoleonov obožavatelj i smatrao ga je junakom. Kad je bio u vrtiću imao je majicu Iron Maidena "The Trooper", ali je izjavio da tada nije slušao tu glazbu.
Prvi kontakt s heavy metalom/hard rockom imao je sa 7 godina, kad je na radiju čuo Kiss i W.A.S.P.. Kasnije je izgubio interes za glazbu. Glazbi se posvetio sa 12 godina kad je čuo Queen i Aerosmith. Albume Chaos A.D. Sepulture i Ride the Lightning Metallice smatra albumima koje je najviše slušao. U veljači 1994. s prijateljem Tapanijem Pesonenom osnovao je svoj prvi sastav Paise. Niilo nije imao niti jedan instrument, a Tapani je imao bubnjeve i gitare i znao je svirati pjesme sastava Metallica. Sastav se raspao zbog osobnih i glazbenih razlika.
Godine 1997. Niilo je krenuo u srednju školu gdje je upoznao Villea Frimana i Markusa Hirvonena. Niilo, Tapani, Ville i Markus odsvirali su svoj prvi koncert te je iste godine osnovan Insomnium. Tapani je sastav napustio 1998., ali Niilo, Ville i Markus sviraju u skupini do do danas. 
Osim Insomniuma, Niilo je svirao s melodičnim death metal sastavom Watch Me Fall kojem se pridružio 1999. Sastav objavljuje album Worn 2001., ali 2003. se raspao. Pojavio se kao gost pjevač na albumima sastava kao što su Omnium Gatherum, Epica, Marianas Rest, Orpheus Omega, Scorngrain i The Dark Element.

## Osobni život
Niilo je studirao na Sveučilištu u Turkuu gdje je magistrirao Povijest i kulturu. Živi u Kotku.

## Diskografija
Insomnium
- In the Halls of Awaiting (2002.)
- Since the Day It All Came Down (2004.)
- Above the Weeping World (2006.)
- Across the Dark (2009.)
- One for Sorrow (2011.)
- Shadows of the Dying Sun (2014.)
- Winter's Gate (2016.)
- Heart like a Grave (2019.)

Watch Me Fall
- Worn (2001.)

Kao gost glazbenik
- Scorngrain – Utopia.Paranoia.Perversions! (2010.)
- Omnium Gatherum – New World Shadows (2011.)
- Omnium Gatherum – Grey Heavens (2016.)
- Marianas Rest – Horror Vacul (2016.)
- The Dark Element – The Dark Element (2017.)
- Orpheus Omega – Wear Your Sins (2019.)
- Epica – The Alchemy Project (2022.)